# اس‌اس گوتیک (۱۹۴۷)
اس‌اس گوتیک (۱۹۴۷) (به انگلیسی: SS Gothic (1947)) یک کشتی است که طول آن ۵۶۱ فوت (۱۷۱ متر) می‌باشد. این کشتی در سال ۱۹۴۷ ساخته شد.